# Italiens fotbollslandslag i OS 1988
Italiens fotbollslandslag OS 1988
Italiens herrlandslag i fotbolls trupp vid OS 1988 i Seoul.
1. Stefano Tacconi
2. Roberto Cravero
3. Andrea Carnevale
4. Luigi De Agostini
5. Ciro Ferrara
6. Mauro Tassotti
7. Angelo Colombo
8. Luca Pellegrini
9. Massimo Brambati
10. Stefano Carobbi
11. Massimo Crippa
12. Giuliano Giuliani
13. Pietro Paolo Virdis
14. Ruggiero Rizzitelli
15. Roberto Galia
16. Giuseppe Iachini
17. Stefano Desideri
18. Massimo Mauro
19. Alberigo Evani
20. Gianluca Pagliuca

Förbundskapten: Francesco Rocca